# Serie B 1940-1941 (pallacanestro maschile)
Il campionato di Serie B maschile di pallacanestro 1940-1941 secondo livello del 21º campionato italiano, è il 4° organizzato dalla Federazione Italiana Pallacanestro sotto questa definizione. 
Le società sono state divise in sei gironi all'italiana su base geografica.

## Partecipanti gironi di qualificazione[1]

### Primo Girone
Ginnastica Torino
- GUF Milano
- Dop. Ferr. Bologna
- Dop. Ferr. Piacenza
- GUF Parma
- GUF Pavia

### Secondo Girone
CRDA Monfalcone
- GUF Udine
- GUF Ravenna
- GUF Ferrara
- GUF Cremona
- G.S. Cartiere Marsoni Treviso

### Terzo Girone
GUF Firenze
- GRF Sclesa Milano
- GUF Modena
- Dop. Az. Breda Brescia
- Reggio Emilia

### Quarto Girone
Lazio Roma
- Dop. Az. Pignone Firenze
- Mater Roma
- GUF Terni
- GUF Siena

### Quinto Girone
GUF Roma
- GUF Macerata
- S.S. Di Marzio Pescara
- GUF Pesaro
- GUF Bari

### Sesto Girone

#### Classifica
|  | Pos. | Squadra          | Pt | G | V | P | PtF | PtS |
|  | ---- | ---------------- | -- | - | - | - | --- | --- |
|  | 1.   | G.U.F. Palermo   | 11 | 6 | 5 | 1 | 215 | 134 |
|  | 2.   | G.U.F. Messina   | 11 | 6 | 5 | 1 | 124 | 93  |
|  | 3.   | G.U.F. Catania   | 8  | 6 | 2 | 4 | 106 | 152 |
|  | 4.   | G.U.F. Agrigento | 4  | 6 | 0 | 6 | 73  | 139 |
|  | 5.   | G.I.L. Trapani   | -  | - | - | - | -   | -   |

Legenda:
      Ammessa al girone semifinale.
      Ritirata.
Regolamento:
Due punti a vittoria, uno a sconfitta
Il GUF Agrigento ha scontato due punti di penalizzazione.
La GIL Trapani si ritira a inizio stagione.

## Gironi di Semifinale[3]
Vengono promosse al girone finale le prime due classificate dei due gironi all'italiana con partite di sola andata.
Girone A

### Girone A
Si svolge a Monfalcone dal 9 all'11 maggio
|  |    | Classifica finale 1940-1941 | Pt | G | V | P | PtF | PtS |
|  | -- | --------------------------- | -- | - | - | - | --- | --- |
|  | 1. | C.R.D.A. Monfalcone         | 4  | 2 | 2 | 0 |     |     |
|  | 2. | GUF Firenze                 | 3  | 2 | 1 | 1 |     |     |
|  | 3. | Ginnastica Torino           | 2  | 2 | 0 | 2 |     |     |

### Girone B

#### Classifica
|  | Pos. | Squadra     | Pt | G | V | P | PtF | PtS |
|  | ---- | ----------- | -- | - | - | - | --- | --- |
|  | 1.   | S.S. Lazio  | 4  | 2 | 2 | 0 | 78  | 54  |
|  | 2.   | GUF Roma    | 3  | 2 | 1 | 1 | 66  | 62  |
|  | 3.   | GUF Palermo | 2  | 2 | 0 | 2 | 53  | 81  |

Legenda:
      Ammessa al girone finale.
Regolamento:
Due punti a vittoria, uno a sconfitta

#### Risultati
Si svolge a Roma dal 9 all'11 maggio 1941.
| Roma 9 maggio 1941 | S.S. Lazio | 35 – 28 | GUF Roma |  |

| Roma 10 maggio 1941 | GUF Roma | 38 – 27 | GUF Palermo |  |

| Roma 11 maggio 1941 | S.S. Lazio | 43 – 26 | GUF Palermo |  |

## Girone finale di Promozione
Si svolge a Monfalcone dal 6 all'8 giugno 1941, girone unico all'italiana con partite di sola andata, vengono promosse alla massima divisione nazionale le prime due classificate.
| Monfalcone 6 giugno 1941 | S.S. Lazio | 35 – 25 | G.U.F. Firenze |  |

| Monfalcone 6 giugno 1941 | C.R.D.A. Monfalcone | 46 – 22 | GUF Roma |  |

| Monfalcone 7 giugno 1941 | C.R.D.A. Monfalcone | 32 – 25 | G.U.F. Firenze |  |

| Monfalcone 7 giugno 1941 | GUF Roma | 26 – 20 | S.S. Lazio |  |

| Monfalcone 8 giugno 1941 | GUF Roma | 20 – 18 | G.U.F. Firenze |  |

| Monfalcone 8 giugno 1941 | C.R.D.A. Monfalcone | 25 – 22 | S.S. Lazio |  |

### Classifica
|  |    | Classifica finale 1940-1941 | Pt | G | V | P | PtF | PtS |
|  | -- | --------------------------- | -- | - | - | - | --- | --- |
|  | 1. | C.R.D.A. Monfalcone         | 6  | 3 | 3 | 0 | 103 | 69  |
|  | 2. | GUF Roma                    | 5  | 3 | 2 | 1 | 68  | 84  |
|  | 3. | S.S. Lazio                  | 4  | 3 | 1 | 2 | 77  | 76  |
|  | 4. | G.U.F. Firenze              | 3  | 3 | 0 | 3 | 68  | 87  |

## Verdetti
- Campione d'Italia di Serie B: CRDA Monfalcone

Formazione: Zia (cap.), Olivieri, Holzer, Del Ponte, Niccoli, Cepach, Boniciolli, Bernardi, Bolatti, Piccher, Melloni.